# Elecciones provinciales de La Pampa de 1973
Las elecciones generales de la provincia de La Pampa de 1973 se realizaron entre marzo y abril de 1973, al mismo tiempo que las elecciones presidenciales y legislativas a nivel nacional, con el objetivo de restaurar las instituciones democráticas constitucionales de la provincia después de casi siete años de la dictadura militar autodenominada Revolución Argentina, y a dieciocho años de proscripción del Partido Justicialista (PJ). Dado que en las primeras elecciones en 1953 el peronismo había triunfado sin oposición, y al hecho de que las demás elecciones se realizaron con el peronismo proscrito, estas fueron las primeras elecciones completamente libres que celebraba La Pampa como provincia. Se debía elegir al Gobernador para el período 1973-1977 y a los 21 escaños de la Cámara de Diputados provinciales.
Aquiles Regazzoli, del Partido Justicialista (PJ), fue el candidato más votado con un 45.83% de los votos, seguido de Ismael Amit, del Movimiento Federalista Pampeano (MOFEPA) con un 36.11%, y Armando Lorenzo, de la Unión Cívica Radical (UCR), con un 12.06%. Las demás fórmulas no superaron el 2% de los votos. En el plano legislativo, el justicialismo obtuvo 11 de los 21 escaños, asegurándose la mayoría absoluta en la cámara. El MOFESA quedó en segundo lugar con 8 bancas, y la UCR solo 2.
Debido a que Regazzoli no superó el 50% más uno de los votos, como exigía el Estatuto Fundamental impuesto por el régimen de facto, correspondía realizar una segunda vuelta electoral entre él y Amit, la cual tuvo lugar el 15 de abril de 1973. El apoyo radical, el más codiciado por ambos candidatos por haber sido la tercera fuerza, se vio profundamente dividido por las cuestiones internas de la UCR. Mientras que el candidato a gobernador Lonrenzo se reunió con Amit, el candidato a vicegobernador, Tomás Pera Ocampo, se reunió con Regazzoli. Varias fórmulas de los demás partidos, sin embargo, apoyaron a Regazzoli, mientras que Amit se vio apoyado únicamente por un pequeño sector de la Unión Popular. Finalmente, Regazzoli obtuvo una aplastante victoria con el 58.36% de los votos, accediendo a la gobernación.
Regazzoli asumió el 25 de mayo de 1973, al mismo tiempo que los legisladores electos. Sin embargo, no pudo completar su mandato constitucional debido a que fue depuesto por el golpe de Estado del 24 de marzo de 1976.

## Resultados
| Fórmula                            | Fórmula                     | Partido/Alianza | Partido/Alianza                              | 1ª vuelta | 1ª vuelta | 2ª vuelta | 2ª vuelta |
| Gobernador                         | Vicegobernador              | Partido/Alianza | Partido/Alianza                              | Votos     | %         | Votos     | %         |
| ---------------------------------- | --------------------------- | --------------- | -------------------------------------------- | --------- | --------- | --------- | --------- |
| Aquiles Regazzoli                  | Rubén Marín                 |                 | Frente Justicialista de Liberación (FREJULI) | 43.258    | 45,83     | 55.812    | 58,36     |
| Ismael Amit                        | Nicandro Morales            |                 | Movimiento Federalista Pampeano (MOFEPA)     | 34.087    | 36,11     | 39.824    | 41,64     |
| Armando Lorenzo                    | Tomás Pera Ocampo           |                 | Unión Cívica Radical (UCR)                   | 11.381    | 12,06     |           |           |
| Mario A. R. Aragón                 | Ariel H. Silva              |                 | Nueva Fuerza (NF)                            | 1.641     | 1,74      |           |           |
| Raúl Isidoro D'Atri                | Rodolfo Oscar Gaute         |                 | Partido Socialista Popular (PSP)             | 1.613     | 1,71      |           |           |
|                                    |                             |                 | Unión Popular (UP)                           | 1.063     | 1,13      |           |           |
| Guillermo Etcheberry               | Juan Carlos Washington Abdo |                 | Partido Intransigente (PI)                   | 709       | 0,75      |           |           |
| Luis Zapata                        | Leónides Romero             |                 | Partido Socialista de los Trabajadores (PST) | 636       | 0,67      |           |           |
|                                    |                             |                 |                                              |           |           |           |           |
| Votos válidos                      | Votos válidos               | Votos válidos   | Votos válidos                                | 94.388    |           | 95.636    |           |
| Votos en blanco                    |                             |                 |                                              |           |           |           |           |
| Votos anulados                     |                             |                 |                                              |           |           |           |           |
| Total de votos                     |                             |                 |                                              |           |           |           |           |
| Votantes registrados/participación |                             |                 |                                              |           |           |           |           |